# Mitsubishi eK
Mitsubishi eK – japoński samochód osobowy zaliczany do segmentu kei-car, produkowany przez Mitsubishi Motors. Nazwa pochodzi od pierwszych liter słów excellent (ang. znakomity) i Keijidōsha (jap. kei-car).
Premiera eK odbyła się 11 października 2001. Samochód oparty jest na ostatniej generacji Mitsubishi Minica i oferowany w 4 wersjach stylistycznych: eK Wagon (wprowadzony do sprzedaży w październiku 2001), eK Sport (wrzesień 2002), eK Classy (maj 2003), eK Active (maj 2004). Modele eK Wagon oraz eK Sport poddano restylizacji i ponownie wprowadzono do sprzedaży 13 września 2006.